# Nomdieu
Nomdieu is een gemeente in het Franse departement Lot-et-Garonne (regio Nouvelle-Aquitaine) en telt 223 inwoners (2005). De plaats maakt deel uit van het arrondissement Nérac.

## Geografie
De oppervlakte van Nomdieu bedraagt 12,5 km², de bevolkingsdichtheid is 17,8 inwoners per km².
De onderstaande kaart toont de ligging van Nomdieu met de belangrijkste infrastructuur en aangrenzende gemeenten.

## Demografie
Onderstaande figuur toont het verloop van het inwonertal (bron: INSEE-tellingen).